# Alexander Binnie

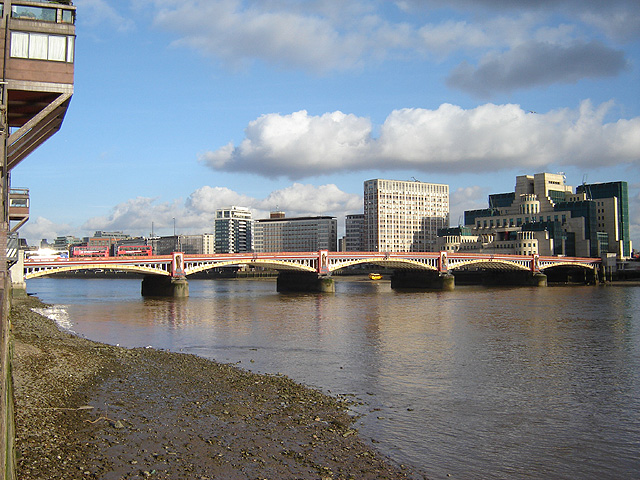
Vauxhall Bridge, ontworpen door Binnie

Sir Alexander Richardson Binnie (1839 – 1917) was een Britse civiel ingenieur die een aantal grote civieltechnische projecten geleid heeft, waaronder een aantal oeververbindingen met de Theems in Londen.
Als hoofdingenieur voor de London County Council, ontwierp hij de eerste Blackwall Tunnel (1897) en Greenwich foot tunnel (1902) (beide in Greenwich) en verder stroomopwaarts Vauxhall Bridge (1906).
Hij werd geridderd door Koningin Victoria voor zijn verdiensten in de techniek. Hij werd als voorzitter gekozen van het Institution of Civil Engineers in 1905.
Samen met Benjamin Baker ontwierp hij grote delen van het rioleringssysteem van Londen, waaronder de rioolwaterzuiveringen in Crossness en Barking. Deze lagen aan beide zijden van de Theems aan het einde van de hoofdriolen die door Sir Joseph Bazalgette aangelegd waren aan het eind van de 19e eeuw.
Net als een aantal vakgenoten uit zijn tijd richtte ook Binnie een eigen ingenieursbureau op. Zijn zoon William nam het bedrijf over nadat Alexander met pensioen ging. Dit bedrijf werd uiteindelijk in 1990 onderdeel van Black & Veatch.